# Жюль, Жюстен
Жюстен Жюль (фр. Justin Jules; род. 20 сентября 1986, в Сартровиле, Франция) — французский профессиональный шоссейный велогонщик, выступающий с 2017 года за команду «Wallonie Bruxelles». Сын Паскаля Жюля, победителя этапа на Тур де Франс 1984 года, который погиб в дорожно-транспортном происшествии, когда Жюстену было чуть больше года. В 2008 году Жюль был приговорен к трём годам тюрьмы за непредумышленное убийство своего отчима в 2004 году, но приговор был сокращён из-за сложного воспитания и проблем его отчима с алкоголизмом.

## Выступления
2011
1-й на этапе 1 Тур Хайнаня
5-й Тур Финистера
8-й Grand Prix de la ville de Nogent-sur-Oise
2012
5-й Circuit des Plages Vendéennes
8-й Тур Финистера
2013
1-й Гран-при Марсельезы
3-й Рут Адели де Витре
5-й Классик Луар-Атлантик
8-й Тур дю От-Вар
10-й Тур Нанкина
2014
1-й на этапе 5 Тур Азербайджана
5-й Ronde de l'Oise
10-й Шатору Классик де л’Эндр
2015
2-й Нокере Курсе
7-й Омлоп ван хет Васланд
2016
9-й Гойксе Пейл
2017
1-й на этапе 1 Кольца Сарты
2-й Tour de Vendée
3-й Тур Нормандии
1-й на этапе 4
4-й Париж — Бурж
6-й Гран-при Фурми
7-й Тур Прованса
1-й на этапе 1
2018
3-й Кольца Сарты
1-й на этапе 1
5-й Кюрне — Брюссель — Кюрне
6-й Дрёйвенкурс Оверейсе
7-й Тур Норвегии
2019
2-й Вольта Лимбург Классик
5-й Три дня Брюгге — Де-Панне
6-й Гран-при Денена
7-й Нокере Курсе